# Strength & Health
Strength & Health – amerykański magazyn kulturystyczny wydawany w latach 1932–1986. 
"S&H" był jednym z pierwszych magazynów poświęconych kulturystyce wydawanych na świecie. Jego założycielem i pierwszym redaktorem był amerykański atleta i promotor sportów siłowych Bob Hoffman. Początkowo ukazywał się jako miesięcznik (1933-1974), a następnie jako dwumiesięcznik (1975-1986).